# 赫洛皮夫卡
49°11′46″N 25°57′25″E / 49.19611°N 25.95694°E
赫洛皮夫卡（烏克蘭語：Хлопівка）是位於烏克蘭西部特諾皮爾州裏喬爾特基夫區的村莊，處於泰納河畔，始建於1475年，面積3.13平方公里，2001年人口1,132。